# Алессандро Дейола
Алессандро Дейола (італ. Alessandro Deiola, нар. 1 серпня 1995, Сан-Гавіно-Монреале) — італійський футболіст, півзахисник клубу «Кальярі».

## Ігрова кар'єра
Народився 1 серпня 1995 року в місті Сан-Гавіно-Монреале. Вихованець футбольної школи клубу «Кальярі».
У дорослому футболі дебютував 2014 року виступами за команду «Туттокуойо», в якій протягом сезону взяв участь у 33 матчах Леги Про.
Сезон 2015/16 проводив вже у головній команді «Кальярі», якій допоміг здобути підвищення в класі до Серії A. Проте на рівні елітного італійського дивізіону втратив місце в «основі» команди і другу половину 2016 року провів знову у другому дивізіоні, граючи на умовах оренди за  «Спецію».
У подальшому чергував виступи за «Кальярі» з грою на умовах оренди за «Парму», «Лечче» та знову за «Спецію».
На початку 2021 року учергове повернувся до «Кальярі».

## Статистика виступів

### Статистика клубних виступів
Станом на 6 січня 2022
| Сезон               | Команда             | Чемпіонат           | Чемпіонат | Чемпіонат | Національний кубок | Національний кубок | Національний кубок | Континентальні кубки | Континентальні кубки | Континентальні кубки | Інші змагання | Інші змагання | Інші змагання | Усього | Усього |
| Сезон               | Команда             | Ліга                | Ігор      | Голів     | Ліга               | Ігор               | Голів              | Ліга                 | Ігор                 | Голів                | Ліга          | Ігор          | Голів         | Ігор   | Голів  |
| ------------------- | ------------------- | ------------------- | --------- | --------- | ------------------ | ------------------ | ------------------ | -------------------- | -------------------- | -------------------- | ------------- | ------------- | ------------- | ------ | ------ |
| 2014–15             | «Туттокуойо»        | ЛП                  | 33        | 4         | КІ-ЛП              | 2                  | 0                  | -                    | -                    | -                    | -             | -             | -             | 35     | 4      |
| 2015–16             | «Кальярі»           | B                   | 21        | 2         | КІ                 | 4                  | 1                  | -                    | -                    | -                    | -             | -             | -             | 25     | 3      |
| серп. 2016          | «Кальярі»           | A                   | 1         | 0         | КІ                 | 1                  | 0                  | -                    | -                    | -                    | -             | -             | -             | 2      | 0      |
| 2016-січ. 2017      | «Спеція»            | B                   | 14        | 1         | КІ                 | 2                  | 0                  | -                    | -                    | -                    | -             | -             | -             | 16     | 1      |
| лют.-черв. 2017     | «Кальярі»           | A                   | 4         | 0         | КІ                 | 0                  | 0                  | -                    | -                    | -                    | -             | -             | -             | 4      | 0      |
| 2017–18             | «Кальярі»           | A                   | 13        | 0         | КІ                 | 1                  | 0                  | -                    | -                    | -                    | -             | -             | -             | 14     | 0      |
| 2018-січ. 2019      | «Парма»             | A                   | 10        | 0         | КІ                 | 0                  | 0                  | -                    | -                    | -                    | -             | -             | -             | 10     | 0      |
| січ.-черв. 2019     | «Кальярі»           | A                   | 10        | 0         | КІ                 | 0                  | 0                  | -                    | -                    | -                    | -             | -             | -             | 10     | 0      |
| 2019-січ. 2020      | «Кальярі»           | A                   | 1         | 0         | КІ                 | 1                  | 0                  | -                    | -                    | -                    | -             | -             | -             | 2      | 0      |
| січ.-черв. 2020     | «Лечче»             | A                   | 10        | 1         | КІ                 | 0                  | 0                  | -                    | -                    | -                    | -             | -             | -             | 10     | 1      |
| 2020-січ. 2021      | «Спеція»            | A                   | 12        | 0         | КІ                 | 3                  | 0                  | -                    | -                    | -                    | -             | -             | -             | 15     | 4      |
| Усього за «Спецію»  | Усього за «Спецію»  | Усього за «Спецію»  | 26        | 1         |                    | 5                  | 0                  |                      | -                    | -                    |               | -             | -             | 31     | 1      |
| січ.-черв. 2021     | «Кальярі»           | A                   | 12        | 0         | КІ                 | -                  | -                  | -                    | -                    | -                    | -             | -             | -             | 12     | 0      |
| 2021–22             | «Кальярі»           | A                   | 20        | 2         | КІ                 | 2                  | 2                  | -                    | -                    | -                    | -             | -             | -             | 21     | 4      |
| Усього за «Кальярі» | Усього за «Кальярі» | Усього за «Кальярі» | 82        | 4         |                    | 9                  | 3                  |                      | -                    | -                    |               | -             | -             | 90     | 7      |
| Усього за кар'єру   | Усього за кар'єру   | Усього за кар'єру   | 153       | 9         |                    | 16                 | 3                  |                      | -                    | -                    |               | -             | -             | 169    | 12     |